# Birieux
Birieux est une commune française, située dans le département de l'Ain en région Auvergne-Rhône-Alpes.
Ses habitants s'appellent les Birotans et les Birotanes.

## Géographie

### Description
Birieux fait partie de la Dombes.

### Communes limitrophes
Les communes limitrophes sont Joyeux, Lapeyrouse, Le Montellier, Montluel, Saint-Marcel, Versailleux et Villars-les-Dombes.

### Climat
Pour des articles plus généraux, voir Climat d'Auvergne-Rhône-Alpes et Climat de l'Ain.
En 2010, le climat de la commune est de type climat océanique dégradé des plaines du Centre et du Nord, selon une étude du CNRS s'appuyant sur une série de données couvrant la période 1971-2000. En 2020, Météo-France publie une typologie des climats de la France métropolitaine dans laquelle la commune est dans une zone de transition entre le climat semi-continental et le climat de montagne et est dans la région climatique Bourgogne, vallée de la Saône, caractérisée par un bon ensoleillement (1 900 h/an), un été chaud (18,5 °C), un air sec au printemps et en été et des vents faibles.
Pour la période 1971-2000, la température annuelle moyenne est de 11,5 °C, avec une amplitude thermique annuelle de 17,8 °C. Le cumul annuel moyen de précipitations est de 912 mm, avec 10,3 jours de précipitations en janvier et 7,3 jours en juillet. Pour la période 1991-2020, la température moyenne annuelle observée sur la station météorologique de Météo-France la plus proche, sur la commune de Marlieux à 13 km à vol d'oiseau, est de 12,2 °C et le cumul annuel moyen de précipitations est de 909,1 mm,. Pour l'avenir, les paramètres climatiques de la commune estimés pour 2050 selon différents scénarios d'émission de gaz à effet de serre sont consultables sur un site dédié publié par Météo-France en novembre 2022.

## Urbanisme

### Typologie
Au 1er janvier 2024, Birieux est catégorisée commune rurale à habitat dispersé, selon la nouvelle grille communale de densité à 7 niveaux définie par l'Insee en 2022.
Elle est située hors unité urbaine. Par ailleurs la commune fait partie de l'aire d'attraction de Lyon, dont elle est une commune de la couronne,. Cette aire, qui regroupe 397 communes, est catégorisée dans les aires de 700 000 habitants ou plus (hors Paris),.

### Occupation des sols

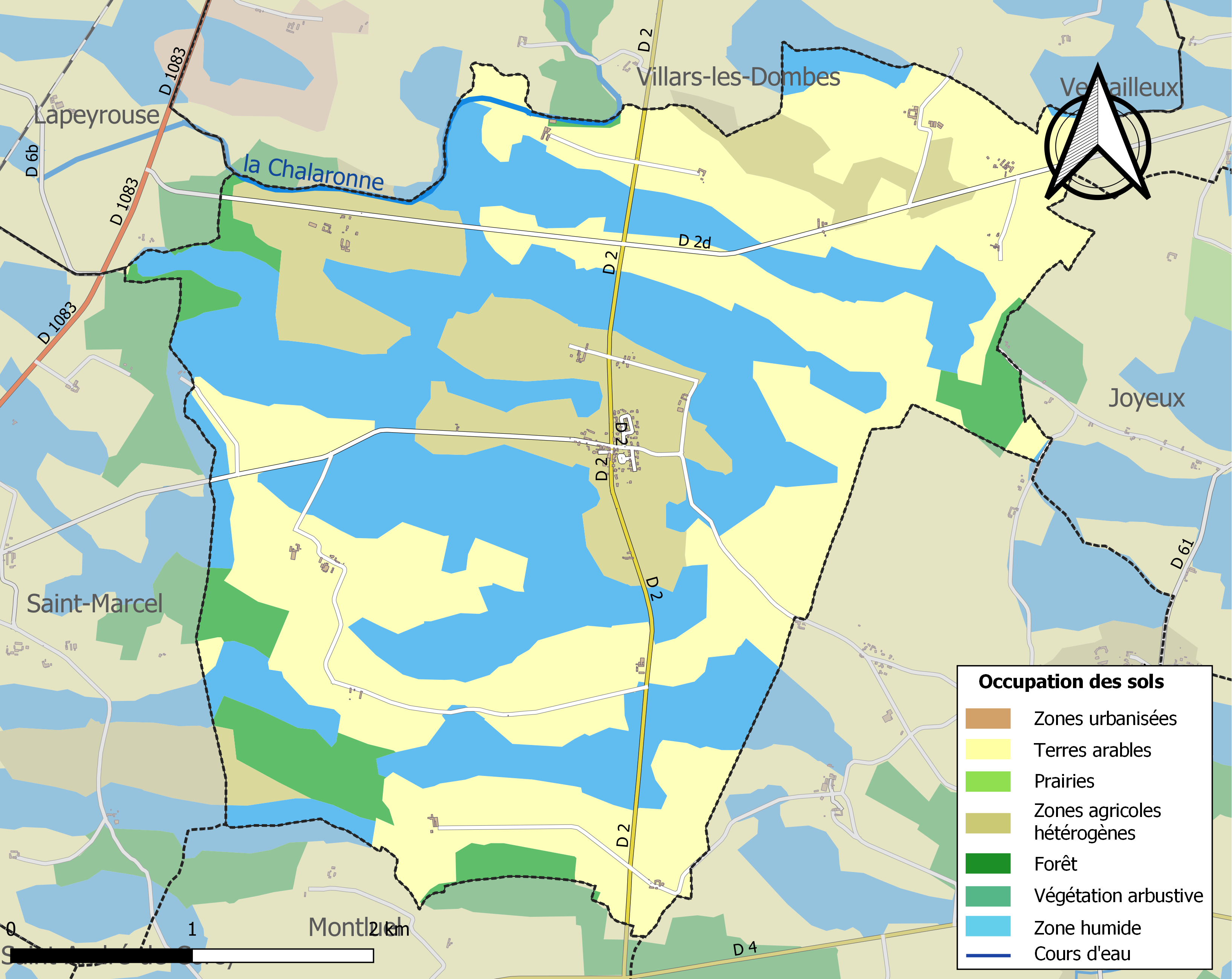
Carte des infrastructures et de l'occupation des sols de la commune en 2018 (CLC).

L'occupation des sols de la commune, telle qu'elle ressort de la base de données européenne d’occupation biophysique des sols Corine Land Cover (CLC), est marquée par l'importance des territoires agricoles (57,3 % en 2018), néanmoins en diminution par rapport à 1990 (59 %). La répartition détaillée en 2018 est la suivante : 
terres arables (41,8 %), eaux continentales (36,9 %), zones agricoles hétérogènes (15,5 %), forêts (5,8 %).
L'évolution de l’occupation des sols de la commune et de ses infrastructures peut être observée sur les différentes représentations cartographiques du territoire : la carte de Cassini (XVIIIe siècle), la carte d'état-major (1820-1866) et les cartes ou photos aériennes de l'IGN pour la période actuelle (1950 à aujourd'hui).

### Habitat et logement
En 2018, le nombre total de logements dans la commune était de 119, alors qu'il était de 113 en 2013 et de 94 en 2008.
Parmi ces logements, 85,7 % étaient des résidences principales, 10,1 % des résidences secondaires et 4,2 % des logements vacants. Ces logements étaient pour 91,6 % d'entre eux des maisons individuelles et pour 7,6 % des appartements.
Le tableau ci-dessous présente la typologie des logements à Birieux en 2018 en comparaison avec celle de l'Ain et de la France entière. Une caractéristique marquante du parc de logements est ainsi une proportion de résidences secondaires et logements occasionnels (10,1 %) supérieure à celle du département (5,5 %) et à celle de la France entière (9,7 %). Concernant le statut d'occupation de ces logements, 73,5 % des habitants de la commune sont propriétaires de leur logement (74 % en 2013), contre 62,4 % pour l'Ain et 57,5 % pour la France entière.
| Typologie                                               | Birieux | Ain  | France entière |
| ------------------------------------------------------- | ------- | ---- | -------------- |
| Résidences principales (en %)                           | 85,7    | 86,3 | 82,1           |
| Résidences secondaires et logements occasionnels (en %) | 10,1    | 5,5  | 9,7            |
| Logements vacants (en %)                                | 4,2     | 8,1  | 8,2            |

## Toponymie

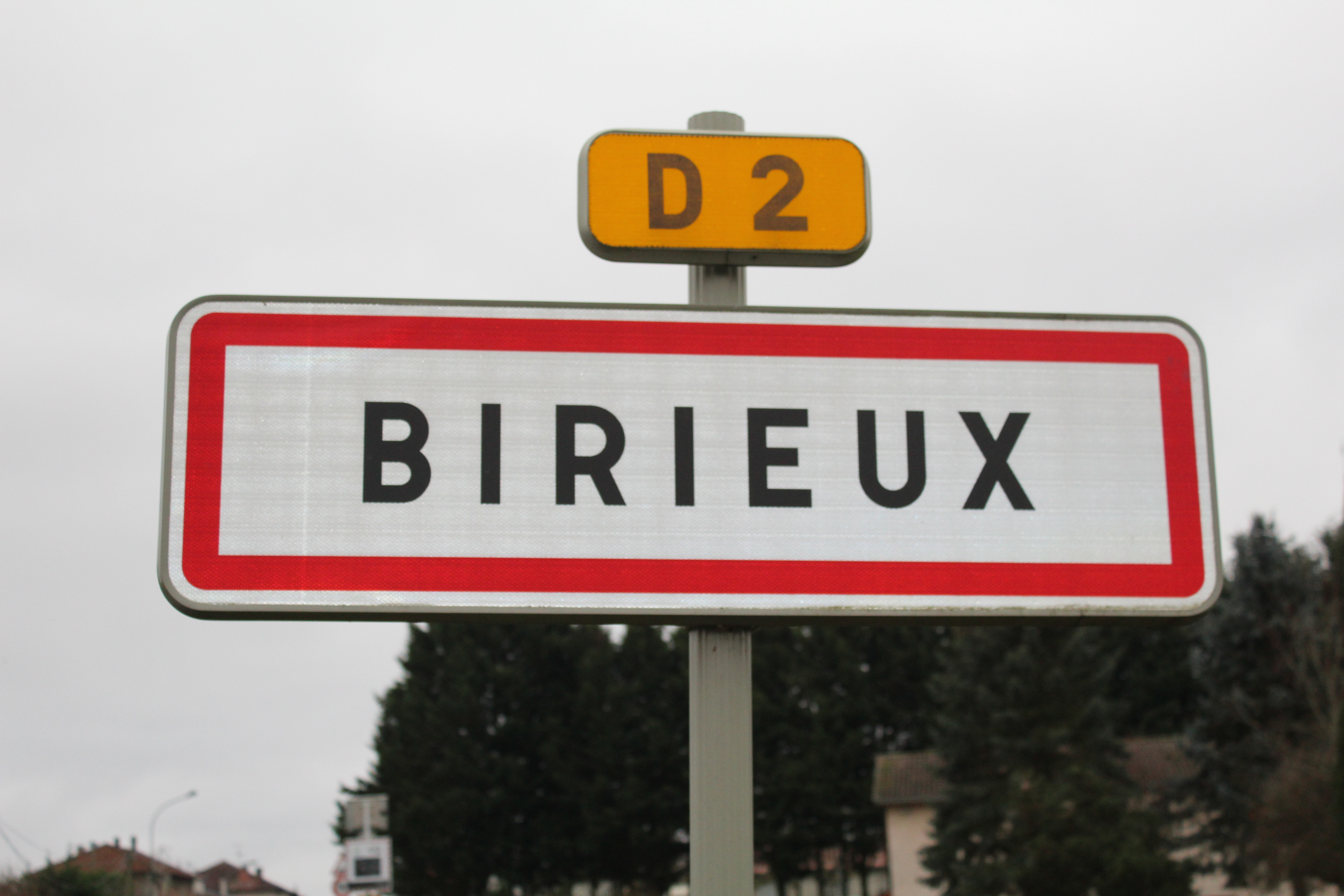
Panneau d'entrée.

Le nom de la localité est attesté sous les formes Biriacus en 1187, Birieux en 1492, Bireu en 1225 et Birieu en 1662.
Ce toponyme dérive d'un anthroponyme gallo-romain Birius.

## Histoire

### Moyen Âge
Paroisse (ecclesia de Biriaco, prioratus Biriaci, homines de Byreu, de Bireu, Birieu) sous le vocable de saint Pierre. L'abbé de l'Ile-Barbe nommait à la cure.
La paroisse doit son origine à un prieuré (prieuré de Birieux), mentionné dès 1168, qu'y possédait l'abbaye de l'Ile-Barbe et dont elle reçut confirmation, en 1183, du pape Lucius III.
En 1225, la garde du village appartenait à Gui-le-Déchaux et à Guiette, veuve de Durand de Saint-Germain, chevalier. Le 2 mai 1226, cette dernière céda ses droits aux religieux qui, en récompense, « eam in sororem suam temporaliter et spiritualiter receperunt, » et stipulèrent que, « cum sibi placuerit, habitum sanctimonialis ibidem induere poterit. »
En janvier 1309, le prieuré et ses revenus furent unis à l'office de pitancier du monastère.
Le 4 août 1422, Jean de Gour, dit de Taney, demanda à être enterré « en sa chapelle de l'église, » et confirma la fondation qu'y avait faite son père.
Le curé de Birieux était réduit à une portion congrue de 200 livres, que lui fournissaient les moines décimateurs de la paroisse.
Birieu dépendait de la seigneurie de Villars.

## Politique et administration
| Période       | Période                   | Identité               | Étiquette | Qualité                           |
| ------------- | ------------------------- | ---------------------- | --------- | --------------------------------- |
| 1995          | 2014                      | Paul Brazier           |           |                                   |
| 2014          | juillet 2020              | François Christolhomme |           | retraité salarié du secteur privé |
| juillet 2020, | printemps 2022            | Franck Calatayud       |           | ancien employé                    |
| juillet 2022  | En cours (au 6 juin 2023) | Cyril Bayet            |           | Agriculteur                       |

## Population et société

### Évolution démographique
L'évolution du nombre d'habitants est connue à travers les recensements de la population effectués dans la commune depuis 1793. Pour les communes de moins de 10 000 habitants, une enquête de recensement portant sur toute la population est réalisée tous les cinq ans, les populations de référence des années intermédiaires étant quant à elles estimées par interpolation ou extrapolation. Pour la commune, le premier recensement exhaustif entrant dans le cadre du nouveau dispositif a été réalisé en 2008.

En 2022, la commune comptait 280 habitants, en évolution de −1,75 % par rapport à 2016 (Ain : +5,15 %, France hors Mayotte : +2,11 %).
| 1793 | 1800 | 1806 | 1821 | 1831 | 1836 | 1841 | 1846 | 1851 |
| ---- | ---- | ---- | ---- | ---- | ---- | ---- | ---- | ---- |
| 227  | 340  | 218  | 112  | 245  | 237  | 214  | 247  | 254  |

| 1856 | 1861 | 1866 | 1872 | 1876 | 1881 | 1886 | 1891 | 1896 |
| ---- | ---- | ---- | ---- | ---- | ---- | ---- | ---- | ---- |
| 274  | 269  | 247  | 241  | 245  | 238  | 253  | 251  | 246  |

| 1901 | 1906 | 1911 | 1921 | 1926 | 1931 | 1936 | 1946 | 1954 |
| ---- | ---- | ---- | ---- | ---- | ---- | ---- | ---- | ---- |
| 232  | 229  | 248  | 237  | 202  | 184  | 167  | 176  | 159  |

| 1962 | 1968 | 1975 | 1982 | 1990 | 1999 | 2006 | 2008 | 2013 |
| ---- | ---- | ---- | ---- | ---- | ---- | ---- | ---- | ---- |
| 125  | 110  | 97   | 102  | 125  | 145  | 211  | 230  | 280  |

| 2018 | 2022 | - | - | - | - | - | - | - |
| ---- | ---- | - | - | - | - | - | - | - |
| 281  | 280  | - | - | - | - | - | - | - |

## Culture locale et patrimoine

### Lieux et monuments
- Église Saint-Pierre de Birieux construite en 1875[26].

- Monuments aux morts sur lequel quatorze noms relatifs à la Première Guerre mondiale, deux relatifs à la Seconde Guerre mondiale et un relatif à un décès en 1925 au Maroc[27].
- Nombreux étangs situés sur le territoire communal.

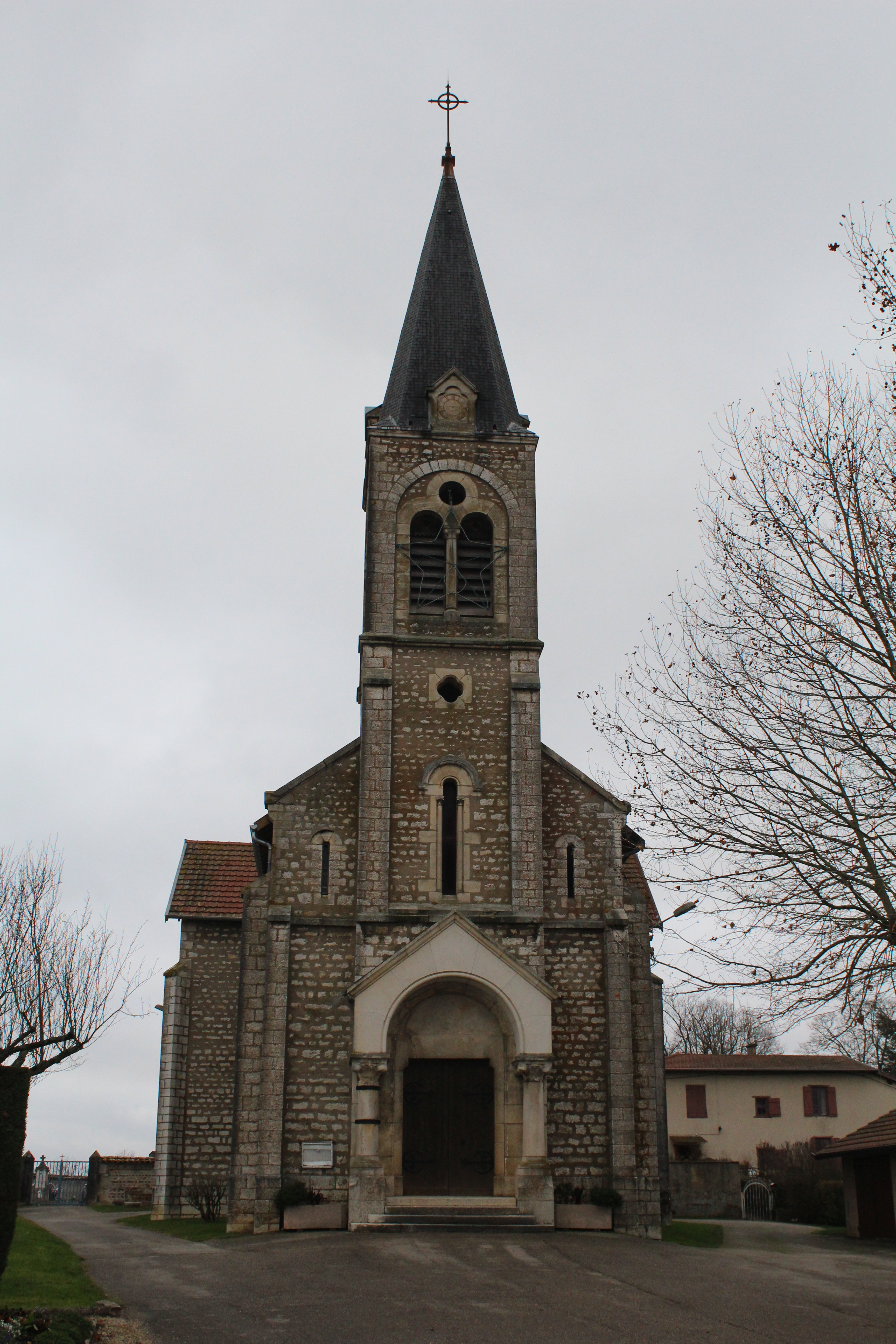
L'église Saint-Pierre...
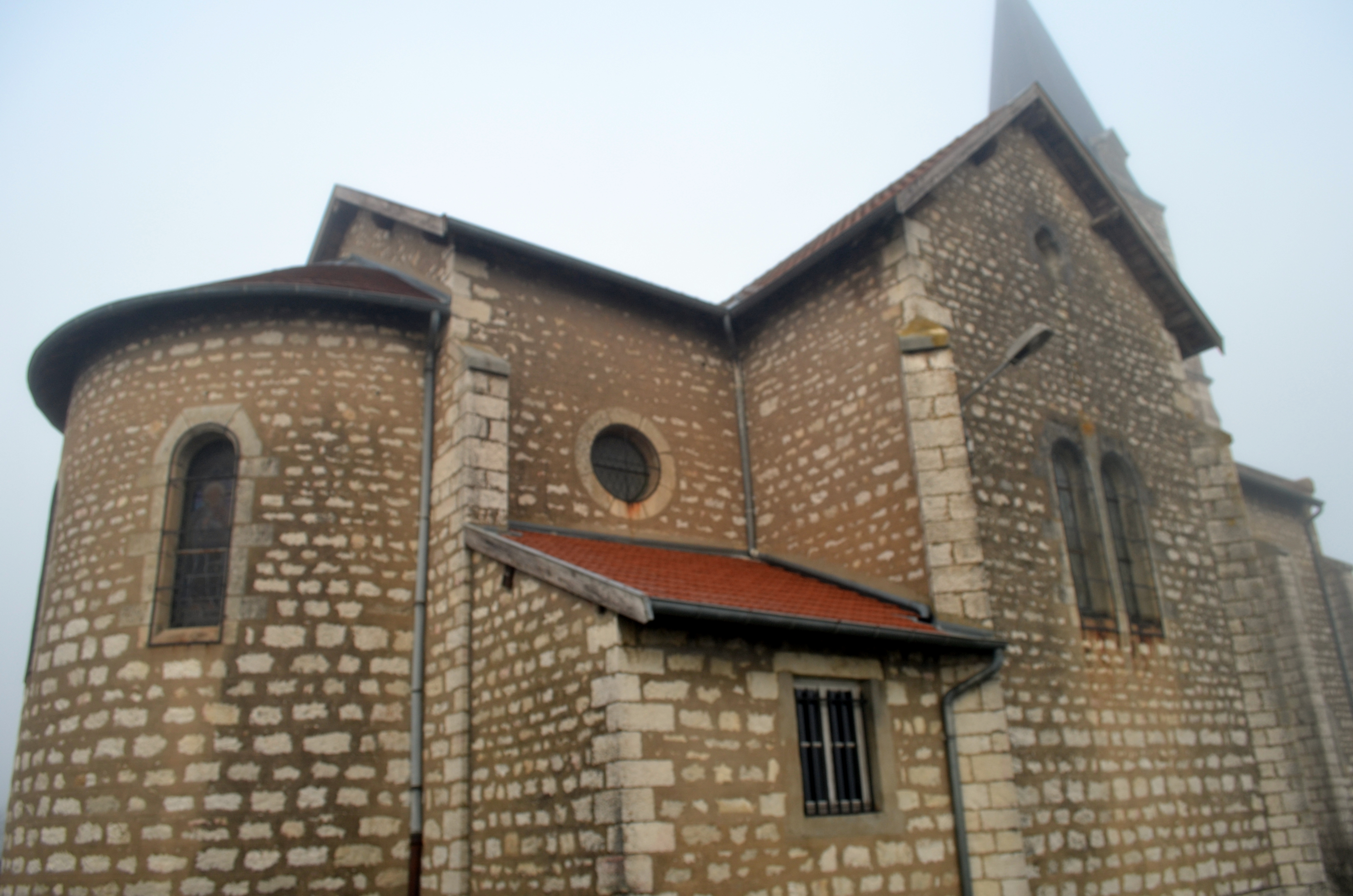
... et son chevet.
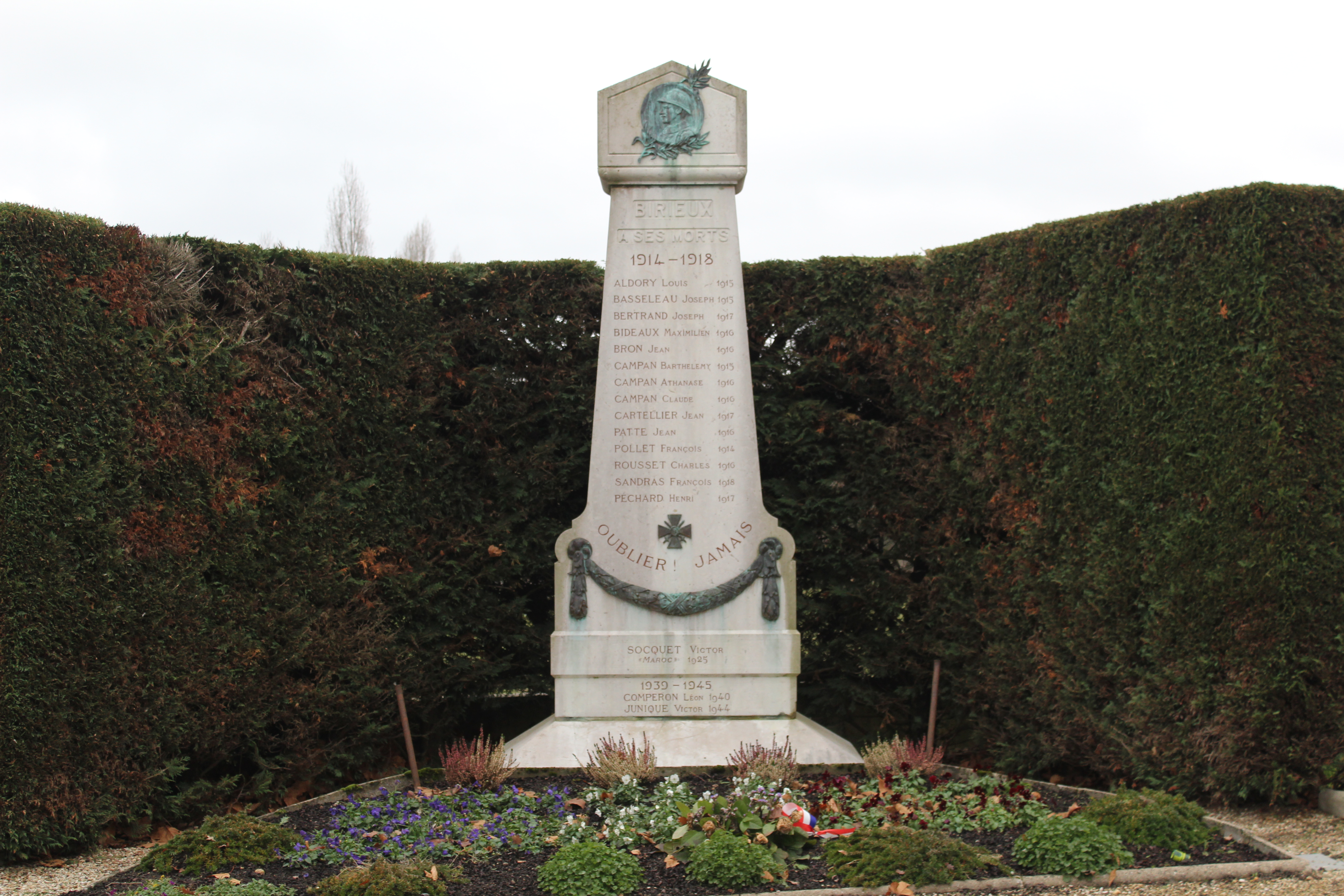
Monument aux morts.
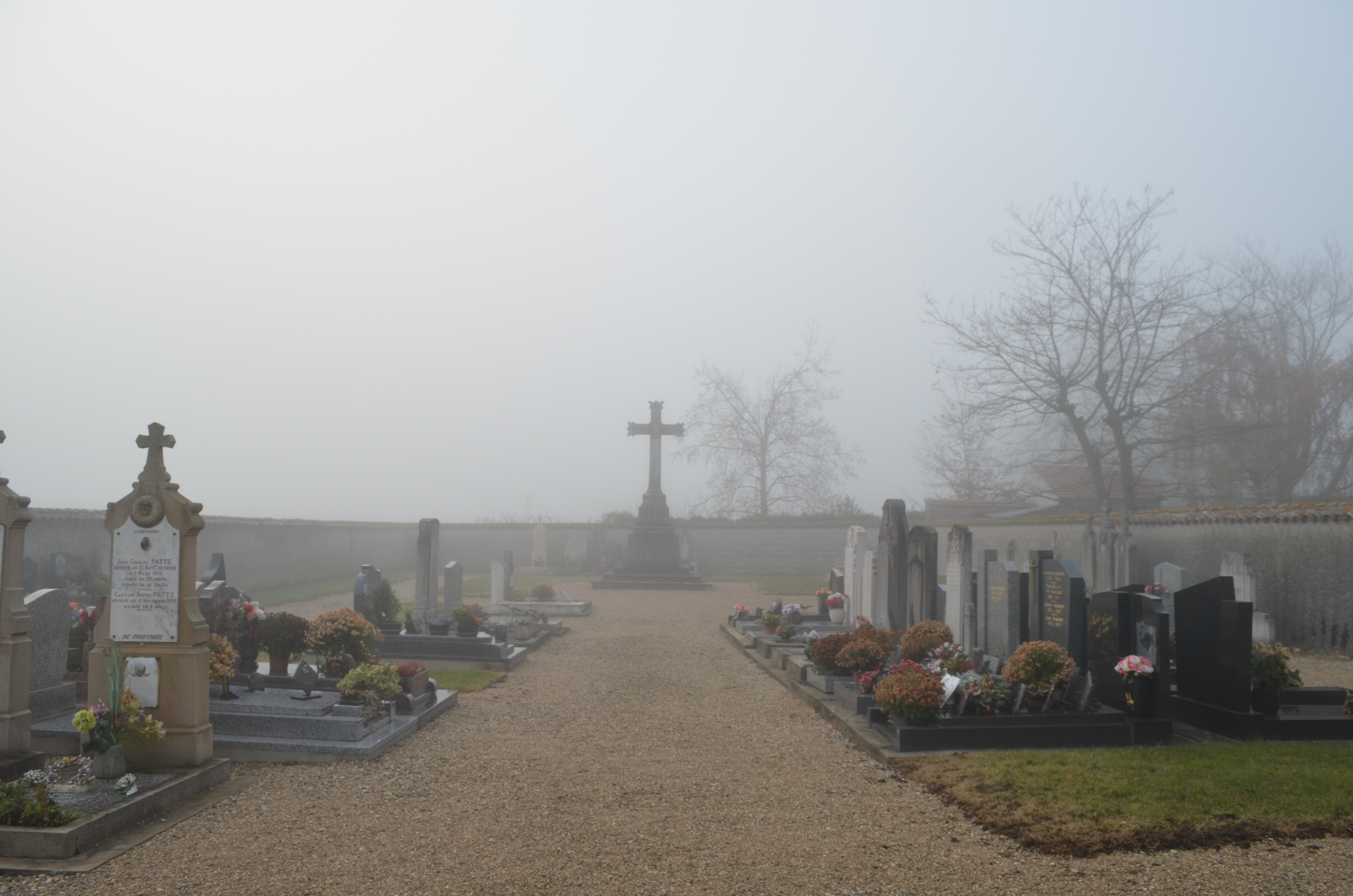
Cimetière de Birieux.
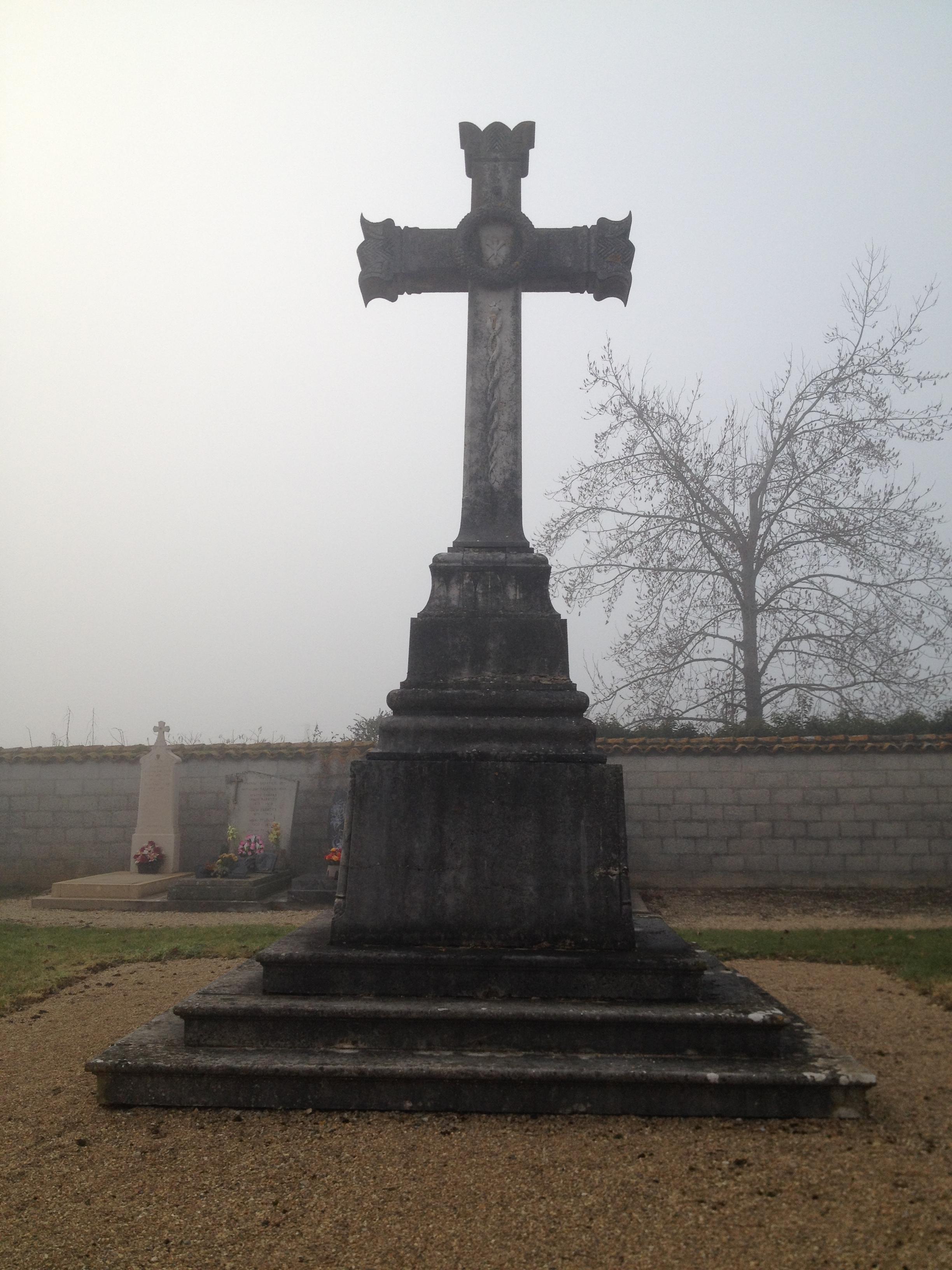
Croix du cimetière de Birieux.
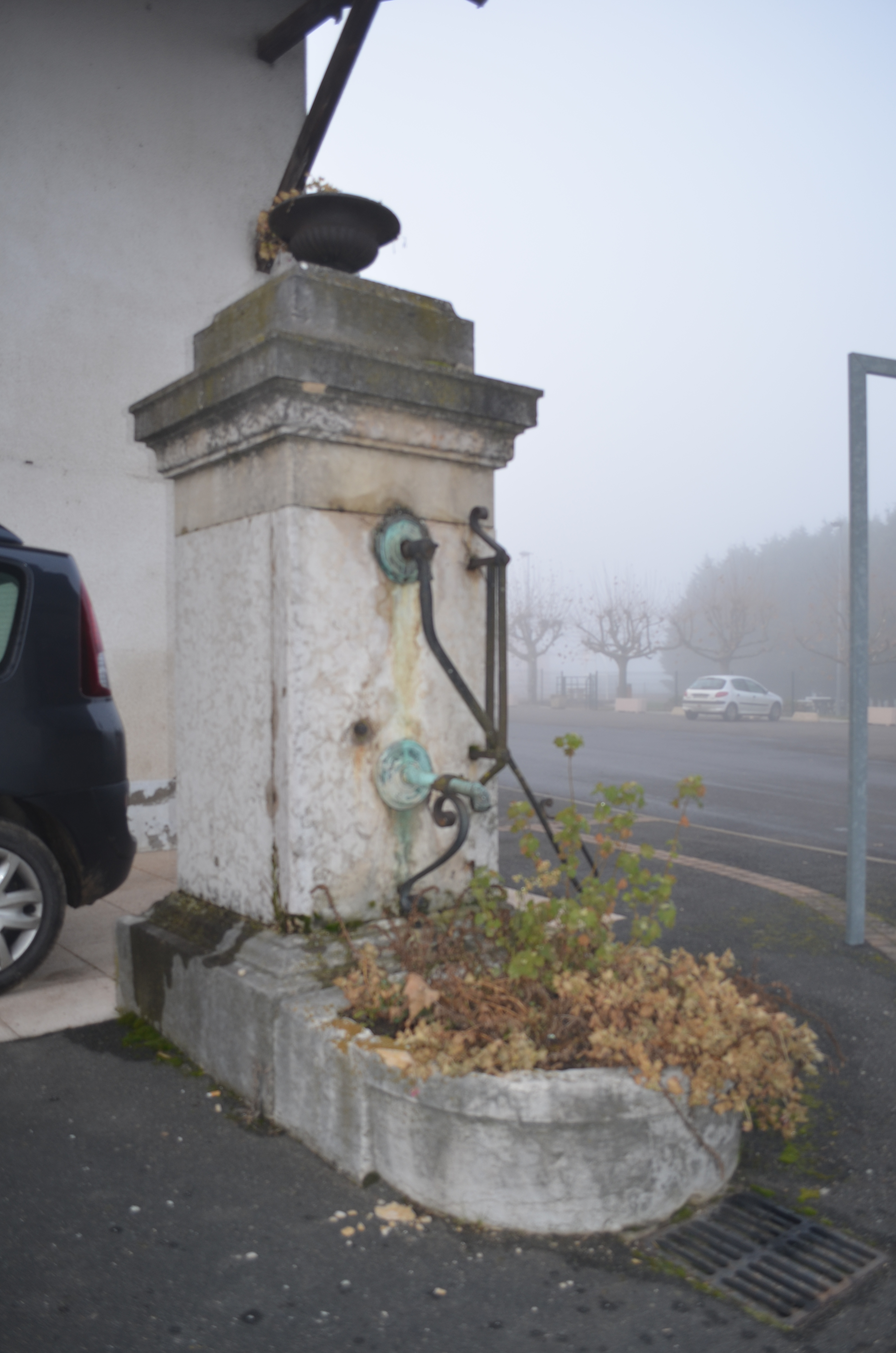
Fontaine

### Personnalités liées à la commune
- Bernard Chaffringeon, industriel français, est né à Birieux[28] dans les années 1960. Il est le fondateur de la société BTampon[29] qui avait une unité de production à Pont-d'Ain et qui fut mise en liquidation judiciaire en janvier 2012[30],[31],[32].

### Héraldique
| Blason de Birieux | Blason  | Parti : au 1er coupé au I d'or à deux clés de gueules passées en sautoir, au II d'azur au poisson d'argent, au 2e de gueules à la fleur de lis d'or. |
| Blason de Birieux | Détails | Le statut officiel du blason reste à déterminer. |

## Pour approfondir